# Messicobolus godmani
Messicobolus godmani är en mångfotingart som först beskrevs av Pocock 1908.  Messicobolus godmani ingår i släktet Messicobolus och familjen Messicobolidae. Inga underarter finns listade i Catalogue of Life.